# Vlaams Radiokoor
Het Vlaams Radiokoor is een Belgisch koor gevestigd in Brussel, gelieerd aan de Vlaamse publieke omroep VRT. Het koor werd opgericht als professioneel kamerkoor in 1937 door het toenmalige NIR. Het koor is zelfstandig sinds 1998. Sinds seizoen 2019-2020 heeft Bart Van Reyn de leiding over het Radiokoor als muziekdirecteur.
De 32 zangers repeteren in Studio 1 van het Flageygebouw in Brussel. Het hart van het repertoire van het Vlaams Radiokoor bestaat uit a capella-producties onder het label Vocal Fabric, waarmee het koor doorheen het seizoen op tournee gaat. Daarnaast werkt het koor regelmatig samen met ensembles als Brussels Philharmonic, I Solisti del Vento, het Rotterdams Philharmonisch Orkest, Les Siècles, Le Concert Spirituel, het Budapest Festival Orchestra en het Koninklijk Concertgebouworkest. Gastdirigenten die voor het koor stonden zijn Eric Whitacre, Stephen Layton, Marcus Creed , Barbara Hannigan, Tonu Kaljuste, Klaas Stok, Martina Batič, Kaspar Putnins, Bo Holten, Laszlo Heltay en Paul Hillier. 
Het Vlaams Radiokoor zingt op locaties in heel Vlaanderen, zoals Antwerpen (AMUZ), Brugge (Concertgebouw (Brugge) en Hospitaalmuseum OLV-ter-Potterie), Leuven (30CC), Hasselt (Cultuurcentrum Hasselt), Brussel (Flagey en Gemeenschapscentrum De Maalbeek), Mol (Cultuurcentrum ’t Getouw) en Sint-Niklaas (Cultuurcentrum Sint-Niklaas) en Lier (SAMWD Lier en Edward Bressinck) en Gent (Sint-Niklaaskerk).
Het koor werkt veel samen met de Vlaamse publieke radio en televisie. Bijna alle concertproducties worden opgenomen door Klara. 
Het Vlaams Radiokoor is een instelling van de Vlaamse Gemeenschap. De heren van het koor worden gekleed door Café Costume.

## Agnus Dei op YouTube
In 2015 publiceerde het Vlaams Radiokoor een video van Agnus Dei van Samuel Barber op YouTube. Deze video ging vanaf 2020 viraal en behaalde meer dan 10 miljoen views.

## Chef-dirigenten
- Bart Van Reyn (sinds 2019)
- Hervé Niquet (2011-2019)
- Bo Holten (2008-2011)
- Johan Duijck (1998-2008)
- Vic Nees (1970-1996)

## Opnames

### Passacaille
- Die Auferstehung und Himmelfahrt Jesu - C.P.E. Bach | Vlaams Radiokoor, Lore Binon, Kieran Carrel, Andreas Wolf & Il Gardellino o.l.v. Bart Van Reyn, 2022

### Evil Penguin Classic
- Ein Deutsches Requiem - Johannes Brahms | Vlaams Radiokoor o.l.v Hervé Niquet, 2015
- Requiem - Gabriel Faure | Vlaams Radiokoor o.l.v Hervé Niquet, 2015
- Motets & Piano Trio No. 2 - Felix Mendelssohn | Vlaams Radiokoor o.l.v Hervé Niquet, 2017
- Stabat Mater & Requiem - Francis Poulenc Alfred Desenclos | Vlaams Radiokoor o.l.v Hervé Niquet, 2019
- Ton Sur Ton | Vlaams Radiokoor o.l.v. Bart Van Reyn, 2020
- Ein menschliches Requiem - Johannes Brahms & Robert Schumann | Vlaams Radiokoor, Jan Michiels, Inge Spinette, Sarah Wegener, Thomas Oliemans o.l.v. Bart Van Reyn, 2022

### Antarctica Records
- Les Flandriens | Vlaams Radiokoor o.l.v. Bart Van Reyn, 2020
- Revelations | Vlaams Radiokoor, HERMESensemble, Lore Binon & Muziektheater Transparant o.l.v. Wim Henderickx, 2021
- Van Eyck Revisited | Eddy Vanoosthuyse (klarinet), Vlaams Radiokoor, 2021
- I Will Come Back - Robert Groslot | Vlaams Radiokoor, 2022
- Entartete Musik | Vlaams Radiokoor o.l.v. Bart Van Reyn, 2023
- Songs in Surround | Vlaams Radiokoor o.l.v. Béni Csillag, 2025

### Palazzetto Bru Zane
- Prix de Rome I - Claude Debussy | Vlaams Radiokoor o.l.v Hervé Niquet, 2009
- Prix de Rome II - Camille Saent-Saëns | Vlaams Radiokoor o.l.v Hervé Niquet, 2010
- Prix de Rome III - Gustave Charpentier | Vlaams Radiokoor o.l.v Hervé Niquet, 2011
- Prix de Rome IV - Max d'Ollone | Vlaams Radiokoor o.l.v Hervé Niquet, 2013
- Opéra Français - Victorin de Joncières: Dimitri | Vlaams Radiokoor o.l.v Hervé Niquet, 2014
- Portraits - Théodore Dubois | Vlaams Radiokoor o.l.v Hervé Niquet, 2015
- Opéra Français - Félicien David: Herculanum | Vlaams Radiokoor o.l.v Hervé Niquet, 2015
- Prix de Rome V - Paul Dukas | Vlaams Radiokoor o.l.v Hervé Niquet, 2015
- Portraits - Marie Jaëll | Vlaams Radiokoor o.l.v Hervé Niquet, 2016
- Opéra Français - Camille Saint-Saëns: Proserpine | Vlaams Radiokoor o.l.v Ulf Schirmer, 2017
- Portraits - Félicien David | Brussels Philharmonic & Vlaams Radiokoor o.l.v Hervé Niquet, 2017
- Prix de Rome VI - Charles Gounod | Brussels Philharmonic & Vlaams Radiokoor o.l.v Hervé Niquet, 2018
- Opéra Français - Fromental Halévy: La Reine de Chypre | Orchestre de chambre de Paris & Vlaams Radiokoor o.l.v Hervé Niquet, 2018
- Opéra Français - Gaspar Spontini: Olimpie | Le Cercle de l'Harmonie & Vlaams Radiokoor o.l.v Jérémie Rhorer, 2019
- Opéra Français - Charles Gounod: Faust (version 1859) | Les Talens Lyriques & Vlaams Radiokoor o.l.v. Christophe Rousset, 2019

## Prijzen
- Echo Klassik 2016 – "Beste opera-opname (opera 17de/18de eeuw)" – Félicien David, Herculanum (Palazzetto Bru Zane, 2015)
- Gramophone Award 2019 – "Best Opera" – Fromental Halévy, La Reine de Chypre (Palazzetto Bru Zane, 2018)[4]
- Opus Klassik 2020 – "Beste opera-opname (opera 19de eeuw)" – Charles Gounod, Faust (Palazzetto Bru Zane, 2019)[5]